# Oliver Reis
Oliver Reis (* 26. August 1971 in Köln) ist ein deutscher römisch-katholischer Theologe.

## Leben
Nach dem Abitur im Juni 1990 legte er das erste Staatsexamen Lehramt für die Primarstufe an der Universität zu Köln, Schwerpunkt Katholische Theologie (1996) und das erste Staatsexamen Lehramt an Gymnasien mit den Fächern Katholische Theologie (1997) und Philosophie (März 2005) ab. Nach der Promotion (Dr. phil.) in Systematischer Theologie bei Thomas Ruster und Norbert Mette an der TU Dortmund im April 2003 (Dissertationspreis 2003) und der Promotion (Dr. theol.) in Religionspädagogik bei Norbert Mette und Matthias Sellmann an der Ruhr-Universität Bochum im März 2013 lehrt er seit Juli 2016 als Professor an der Universität Paderborn. Von 2006 bis 2007 an der Universität Siegen vertrat er den Lehrstuhl für Praktische Theologie/Religionspädagogik und 2011 an der TU Dortmund für Praktische Theologie/Religionspädagogik.

## Werke (Auswahl)
- Nachhaltigkeit – Ethik – Theologie. Eine theologische Beobachtung der Nachhaltigkeitsdebatte (= Forum Religion & Sozialkultur. Abteilung A. Religions- und kirchensoziologische Texte. Band 8). Lit, Münster 2003, ISBN 3-8258-7165-7 (zugleich Dissertation, Dortmund 2003).
- Gott denken. Eine mehrperspektivische Gotteslehre (= Studienbücher zur Lehrerbildung. Theologie. Band 1). Lit, Berlin/Münster 2012, ISBN 978-3-643-11698-7.
- Systematische Theologie für eine kompetenzorientierte Religionslehrer/innenausbildung. Ein Lehrmodell und seine kompetenzdiagnostische Auswertung im Rahmen der Studienreform (= Theologie und Hochschuldidaktik. Band 4). Lit, Berlin/Münster 2014, ISBN 978-3-643-12335-0 (zugleich Dissertation, Bochum 2013).